# Putse Moer
Putse Moer är en sjö i Belgien, på gränsen till Nederländerna. Den ligger i den norra delen av landet, 60 km norr om huvudstaden Bryssel. Putse Moer ligger 21 meter över havet.
I omgivningarna runt Putse Moer växer i huvudsak blandskog. Runt Putse Moer är det tätbefolkat, med 550 invånare per kvadratkilometer.